# 杀线威
杀线威是一种有机化合物，化学式C7H13N3O3S，属于氨基甲酸酯类杀虫剂，商品名有Vydate等，《美国应急规划与社区知情权法》将其列入极度危险物质列表，在美国已禁售。